# Renate Herrmann-Winter
Renate Herrmann-Winter (* 11. Januar 1933 in Greifswald) ist eine deutsche Germanistin und emeritierte Professorin für niederdeutsche Sprache.

## Leben
Herrmann-Winter studierte von 1952 bis 1956 Germanistik und Anglistik an der Ernst-Moritz-Arndt-Universität Greifswald und arbeitete danach als wissenschaftliche Mitarbeiterin am Institut für Deutsche Sprache an der Deutschen Akademie der Wissenschaften in Berlin. Ihre Dissertation schrieb sie 1963 in Rostock.
Im Jahr 1992 wurde der neugeschaffene Lehrstuhl für Niederdeutsche Sprache und Literatur an der Universität Greifswald mit Herrmann-Winter besetzt. Dort führte sie unter anderem den neuen Studiengang niederdeutsche Philologie ein.
Nach Antritt ihrer Professur richtete sie die Arbeitsstelle zum Pommerschen Wörterbuch wieder ein, das 1969 aus politischen Gründen gestoppt worden war und das sie seitdem in Eigenregie fortgeführt hatte. Der erste Teil des Großwörterbuchs konnte 1997 erscheinen.
1997 untersuchte sie in ihrer Schrift Heimatsprache zwischen Ausgrenzung und ideologischer Einbindung das Verhältnis zur niederdeutschen Sprache zu Zeiten der DDR.
Herrmann-Winter wurde 1998 emeritiert, hielt aber ab 2003 wieder Lehrveranstaltungen an der Greifswalder Universität, nachdem die Universität die Professur für Niederdeutsch nicht wiederbesetzt hatte.
Sie ist Mitglied der Historischen Kommission für Pommern.

## Auszeichnungen
- 2003 Kulturpreis des Landes Mecklenburg-Vorpommern für ihr kulturelles Werk zum Niederdeutschen.
- 2006 Fritz-Reuter-Preis der Carl-Toepfer-Stiftung, Hamburg

## Schriften
- Die Milch und ihre Verarbeitung im niederdeutschen Wortschatz der ehemaligen Provinz Pommern. Dissertation, Rostock 1963.
- Studien zur gesprochenen Sprache im Norden der DDR. Soziolinguistische Untersuchungen im Kreis Greifswald. Akademie-Verlag, Berlin 1979.
- Kleines plattdeutsches Wörterbuch für den mecklenburgisch-vorpommerschen Sprachraum. Hinstorff, Rostock 1985 / Wachholtz Verlag, Neumünster 1986, ISBN 3-529-04613-2 (5. Auflage Rostock 2003).
- Notwehr ist erlaubt. Niederdeutsch im Urteil von Verehrern und Verächtern. Texte aus Mecklenburg und Pommern vom 16. bis zum 20. Jahrhundert. K. Reich, Rostock 1995, ISBN 3-86167-063-1.
- Heimatsprache zwischen Ausgrenzung und ideologischer Einbindung. Niederdeutsch in der DDR. Europäischer Verlag der Wissenschaften, Frankfurt am Main/Berlin 1998, ISBN 3-631-32715-3.
- Neues hochdeutsch-plattdeutsches Wörterbuch. Hinstorff, 1999.
- Sprachbilder im Plattdeutschen: Redewendungen und Sprichwörter. Hinstorff, Rostock 2002, ISBN 3-356-00921-4.
- Plattdeutsch-hochdeutsches Wörterbuch. Hinstorff, 2013.